# Kauern (Langenwetzendorf)
Kauern ist ein Ortsteil von Langenwetzendorf im Landkreis Greiz in Thüringen.

## Lage
Kauern liegt wenige hundert Meter nördlich von Lunzig entfernt am Ostufer der Leubatalsperre. Die Bundesstraße 92 führt nordöstlich vorüber und über eine Ortsverbindungsstraße ist der Weiler zu erreichen. Die nach Westen neigende plateauartige Hanglage des Thüringer Schiefergebirges wird ackerbaulich genutzt.

## Geschichte
Der Weiler wurde am 5. Juni 1375 erstmals urkundlich erwähnt. Bereits 1503 wurde die Kauernmühle erstmals im Zins- und Fronregister zu Gera und Schleiz urkundlich registriert. Die Mühle musste im Juli 1954 wegen starken Hochwasser geräumt werden. Der Mahlbetrieb kam zum Erliegen. Durch den Bau der Leubatalsperre  erfolgte 1976–1978 der Abriss. Das ganze Gelände befindet sich unter dem Wasserspiegel der Sperre. Der Weiler war und ist landwirtschaftlich geprägt. Für den Tourismus ist die Talsperre wichtig. Mit Stand von 2012 lebten 36 Einwohner im Ort. Am 31. Dezember 2013 wurde die Gemeinde Lunzig nach Langenwetzendorf eingemeindet, wodurch Kauern ein Ortsteil von Langenwetzendorf wurde.